# Mayna suaveolens
Mayna suaveolens е вид растение от семейство Achariaceae. Видът е застрашен от изчезване.

## Разпространение
Разпространен е в Колумбия.